# Lobocleta jamaicensis
Lobocleta jamaicensis là một loài bướm đêm trong họ Geometridae.